# صبوة في خريف العمر
صدرت رواية «صبوة في خريف العمر» للكاتب المغربي حسن أوريد في عام 2006 عن منشورات مركز طارق بن زياد وتبلغ حوالي 116 صفحة. تُعدّ الرواية تجربة سردية تمزج بين السياسة والفكر والهوية حيث يستعيد البطل السجلماسي تجربة المنفى السياسي الطويل ويعود إلى المغرب في خريف عمره ليكتب مرافعة إنسانية عن المصالحة والمكاشفة والحرية المجتمعية عبر اللقاءات الحاسمة مع شخصيات ذات دلالات رمزية وثقافية قوية.

## نبذة عن المؤلف
حسن أوريد (مواليد 24 ديسمبر 1962) هو مفكر وأديب وسياسي ومؤرخ مغربي عمل مستشارًا علميًا وسياسيًا وتولى منصب المتحدث الرسمي باسم القصر الملكي المغربي حتى عام 2005 ثم ترأس مركز طارق بن زياد للدراسات والأبحاث وأصبح أستاذًا في العلوم السياسية بالرباط. منحته روايته هذه صوتًا سرديًا يتداخل فيه الفكر السياسي والتجربة الإنسانية مستندًا في ذلك إلى معرفته العميقة بتاريخ المغرب وانتماءه الثقافي والفكري.

## الشخصيات المحورية
- السجلماسي المدغري : الشخصية الرئيسة مفكر سياسي عائد من المنفى القسري في الجزائر وفرنسا يواجه خيبات سنوات التشبث بالمبادئ ويصل إلى تساؤلات عميقة عن المصالحة مع الذات والآخر وبناء هوية وطنية جديدة كتوباتي.
- مارية : شابة مرتبطة بالسجلماسي رغم فارق العمر تمثل الانفتاح العاطفي الشخصي الذي يدفع البطل للكشف عن أسرار ماضيه الشخصي وتقييم حاضره ومستقبله القدس العربي.
- أوديل : زوجة سابقة للسجلماسي وأنثى من الغرب تجسد الازدواجية الثقافية والصدام بين الواقعية الأوروبية والهوية المغربية التقليدية.
- شخصيات ثانوية مثل سعيد (المناضل السياسي الذي يتحول إلى الجنون) والحرزي المعتقل السياسي والسي علي الأمازيغي والحمادي والطبيب، كلها تُعرض كزوايا سردية تنسج جزءًا من نسيج الماضي والجراح الجماعية التي يحملها السجلماسي في داخله.[3]

## الملخص العام
تبدأ الرواية بعودة السجلماسي إلى مدينة فاس بعد سنين من المنفى السياسي. يعكس هذا العودة حالة التوتر بين الانتماء والاغتراب بين الماضي الذي لا يُنسى والحاضر الذي تُفتح فيه صفحة جديدة. من خلال لقاءاته بشخصيات متنوعة من بينهم مارية التي ترتبط به عاطفيًا وأوديل التي تمثل الماضي الأوروبي يبدأ في كشف أسرار حياته وتجربته السياسية. قصة سجين فقد عقله (سعيد) تُستعاد من خلال استرجاع الذكريات بينما شخصية الحرزي تعكس القدرة على النقد الذاتي بعد تجربة الاعتقال السياسي. تزاحم الحكايات القصيرة (رواية تيرور) تُكسب النص تنوعًا سرديًا ورؤى معرفية مختلفة تتكامل في نسيج يسائل الماضي ويوجه الأمل نحو المستقبل.

## المغزى والفكرة المحورية
- فكرة المصالحة مع الذات والمحيط : السجلماسي يرمز إلى جيل مار بسنوات الكفاح الوطني لكنه يصل إلى نقطة يسعى فيها للمصالحة مع حاضر مختلف ومع واقع جديد، بعيدًا عن الأحكام الأيديولوجية الثابتة.
- المكاشفة والاختلاف في إطار الوحدة : الرواية تفتح باب الحوار بين مواقف سياسية مختلفة بما فيها الإسلاميون والقوميون والتكنوقراط عبر شخصية الحرزي والطبيب مؤيدة لفكرة قبول الآخر وعدم الاقصاء.
- قراءة الذاكرة والتاريخ : يسعى أوريد عبر النص إلى مراجعة الماضي السياسي المغربي : الانتهاكات المنفيين والصحافة الممنوعة حتى تخرج الرواية كوثيقة سردية تُلقي الضوء على حقبة منسية.
- الهوية المركبة : من خلال التميّز الأمازيغي الرمزي والمدغري والاشتراكي الثوري والرؤية المغربية متعددة الأبعاد يقدم العمل رؤية أوسع لهوية وطنية معاصرة.

## الأسلوب الأدبي وتقنيات السرد
- اعتمد أوريد تقنية الفصول القصيرة غير معنونة قابلة للتبديل دون فقدان البناء العام مما يمنح النص مرونة سردية عالية ويقطع مع التتابع الزمني الكلاسيكي .
- دمج بين التبئير الخارجي (التركيز الخارجي) الذي يمنح الراوي قدرة معرفة واسعة، والتبئير الداخلي (التركيز الداخلي) الذي يسمح للشخصيات مثل مارية بحرية التعبير عن تجربتها الذاتية والسرد الداخلي الذي يتيح للشخصيات الحديث مباشرة مثل ابن السجلماسي "إيطو" وفقرات من الذكريات والجروح النفسية.
- استخدم أيضًا أسلوب السرد الدرجي (رواية تيرور) الذي يضم حكايات مستقلة ضمن الحكاية الكبرى مما يزيد من ثراء النص المعرفي والفكري ويكسر الروتين الروائي.
- لغة الرواية تجمع بين الواقعية السياسية اللاذعة والتأمل الأدبي والصور الرمزية القوية : صبوة تتجسد بشخصية السجلماسي المتشبث بتجربة عمره رغم أنها تأتي في "خريف العمر".

## النقد والاستقبال
- يرى النقاد أن الرواية تنطوي على مرافعة سياسية في قالب روائي حيث يستعمل أوريد السرد كفضاء حوار مفتوح يعكس فلسفة شخصية دون فرض مواقف جاهزة في نموذج لـ العمل المفتوح بمفهوم أمبرتو إيكو.
- الرؤية الفكرية في الرواية  القومية والإسلام السياسي والأمازيغية والعولمة والصحافة  تُطرح عبر شخصيات ذات صوت لا عبر موعظة مباشرة مما يزيد من جاذبية العمل الاجتماعي الإنساني.
- نقدًا يعتبر بعض القراء أن العمل أخف دراميًا من مؤلفات أوريد الأخرى لكنه يقدم تجربة عميقة حساسة  تجمع بين المثقف والأب العارف والمنفي الباحث عن ذاته في وطن سعى إليه هو الآخر.